# Kaidan (película de 2007)
Kaidan (en Japonés: 怪談 ["Karma del más allá"]) es una película japonesa de terror de 2007 dirigida por Hideo Nakata.
Después de realizar sus exitosas películas Ringu (The Ring) y Dark Water, Hideo Nakata idea una trama de terror romántico que a la vez funciona como historia de fantasmas, combinando en su trama lo antiguo y folclórico con lo sobrenatural.

## Argumento
Oshiga (Kuroki) y Osono son hermanas cuyo padre fue asesinado por Shinzaemon, padre samurái de Shinkichi, debido a una deuda que él tenía. A su muerte, el padre de Oshiga y de Osono juró venganza por su asesinato por negligencia. Su cuerpo está tirado en un misterioso lago que se cree que está maldito y perseguido por una mujer, quien fue injustamente asesinada por su esposo hace muchos años. Poco después, Shinzaemon mata a su esposa y a él mismo, dejando a su bebé, Shinkichi, huérfano y al cuidado de su tío.
Años más tarde, Oshiga, ahora una respetada maestra que dirige una escuela para niñas en Edo, se enamora de un vendedor de tabaco joven llamado Shinkichi (Kunoemon Oroe), que vive con su tío. Shinkichi y Oshiga deciden vivir juntos como marido y mujer, pero Shinkichi comienza coquetear con los estudiantes de la escuela, especialmente Oisa, Osiga se convierte con sus estudiantes miserable y odiosa por lo cual se van de uno a uno.
Oshiga pelea con Osono, ya que no aprueba la relación de Oshiga con Shinkichi, lo que la llevó a huir. Shinkichi amonesta Oshiga y declara que quiere poner fin a su relación. Ella le ruega que no la deje. Durante esta pelea, Shinkichi hiere accidentalmente a su esposa con bachi de su shamisen contra su ceja izquierda. Se reconcilian, pero Oshiga cae poco a poco enferma de la herida. En un festival, el exestudiante Oisa,  encuentra a Shinkichi que está allí para comprar medicinas para Oshiga y alquilan una habitación de hotel. Allí promete huir con ella. Luego va a casa de su tío y encuentra a Oshiga y le dice que puede irse, pero le pide que se quede a su lado cuando ella muera.
Oshiga muere y se le da un entierro apropiado. Shinkichi descubre en una carta dejada por Oshiga, que avisa si se vuelve a casar, perseguirá a su esposa hasta que esta muera. Él y Oisa se fugan y huyen de la ciudad, pero pierden su camino bajo la lluvia. Espíritu vengativo de Oshiga aterroriza a la pareja hasta que hace una aparición espantosa a su marido.Cuando Oshiga posee el cuerpo de Oisa para atarcar a Shinkichi, él la golpea con una guadaña y se da cuenta de que está atrapado en el cuello de Oisa. Se desmaya y lo encuentran en la carretera y al despertar se despierta en la casa de un hombre rico. Descubren el cadáver de Oisa, provocando que Shinkichi huya a Hanyo donde se encuentra Osono, la hermana de Oshiga. Osono y Shinkichi lloran la muerte de Oshiga y Osono pronto le encuentra su antiguo cuñado un trabajo. Él le da una pequeña campana como regalo. Pronto, él se casa con la hija del dueño y es tomado como el amo de la casa.
El hombre rico y su esposa quieren Shinkichi se casara a su hija Orui, el primo de Oisa. Shinkichi declina inicialmente. Después de una serpiente azul ataca Orui, lo que la hizo contra una chimenea y quema de Shinkichi avisos Orui está en el mismo lugar que la cicatriz de Oshiga. Apresuradamente acepta casarse Orui. Shinkichi y Orui pronto tienen una hija, que ha nacido demasiado pálida con una cicatriz en su ceja izquierda. La niña muestra características extrañas, lo cual preocupa a Shinkichi, quien ya nunca aparta su vista de ella.

## Reparto
- Hitomi Kuroki
- Kikunosuke Onoe
- Kumiko Aso
- Mao Inoue

## Lanzamiento
En Japón fue lanzada el 4 de agosto del 2007. En México fue lanzada bajo el título de Karma del más allá.

### Estrenos
| País           | Estreno                                        |
| -------------- | ---------------------------------------------- |
| Japón          | 24 de julio de 2007 (Chiyoda, Tokio) (Estreno) |
| Japón          | 4 de agosto de 2007                            |
| Francia        | 12 de septiembre de 2007                       |
| Grecia         | 15 de febrero de 2008 (Estreno en DVD)         |
| Hong Kong      | 28 de febrero de 2008                          |
| Malasia        | 17 de abril de 2008 (Limitado)                 |
| Italia         | 23 de abril de 2008 (Udine Far East Festival)  |
| Taiwán         | 16 de mayo de 2008                             |
| Rusia          | 24 de julio de 2008 (Limitado)                 |
| Hungría        | 8 de octubre de 2008 (Estreno en DVD)          |
| México         | 2009 (Estreno en DVD)                          |
| España         | 20 de mayo de 2009 (Estreno en DVD)            |
| Estados Unidos | 30 de junio de 2009 (Estreno en DVD)           |